# Ilha Bobowasi
A ilha Bobowasi é uma ilha do Gana. Está localizada na Baía de Axim (Axim Bay) no Oceano Atlântico, perto da localidade de Axim (que fica a 1,8 km) e do castelo do mesmo nome (Axim Castle) a norte da Rocha Watts, a leste da Rocha Egwanga e a sul da Rocha Hedwig Mensell. Fica a 238 km a oeste da capital do Gana, Acra. Nela existe um farol. Administrativamente faz parte da Região Ocidental. 